# Sindi, Estland
Sindi är en mindre stad i Pärnumaa i Estland. Den är belägen 14 km från Pärnu och hade cirka 3 900 invånare år 2017. 
Sindi som fick stadsrättigheter 1938 har också haft det tyska namnet Zintenhof. 

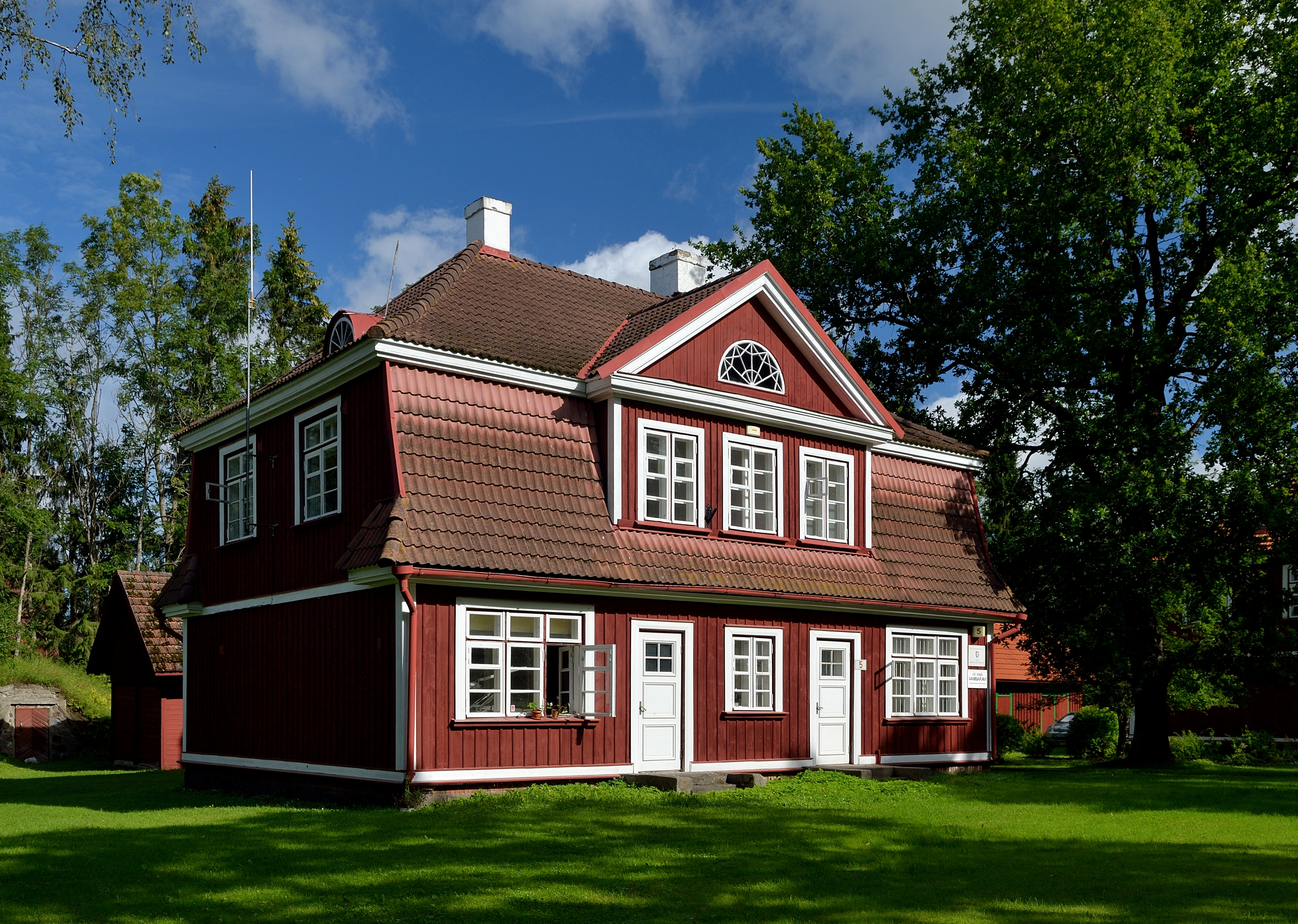
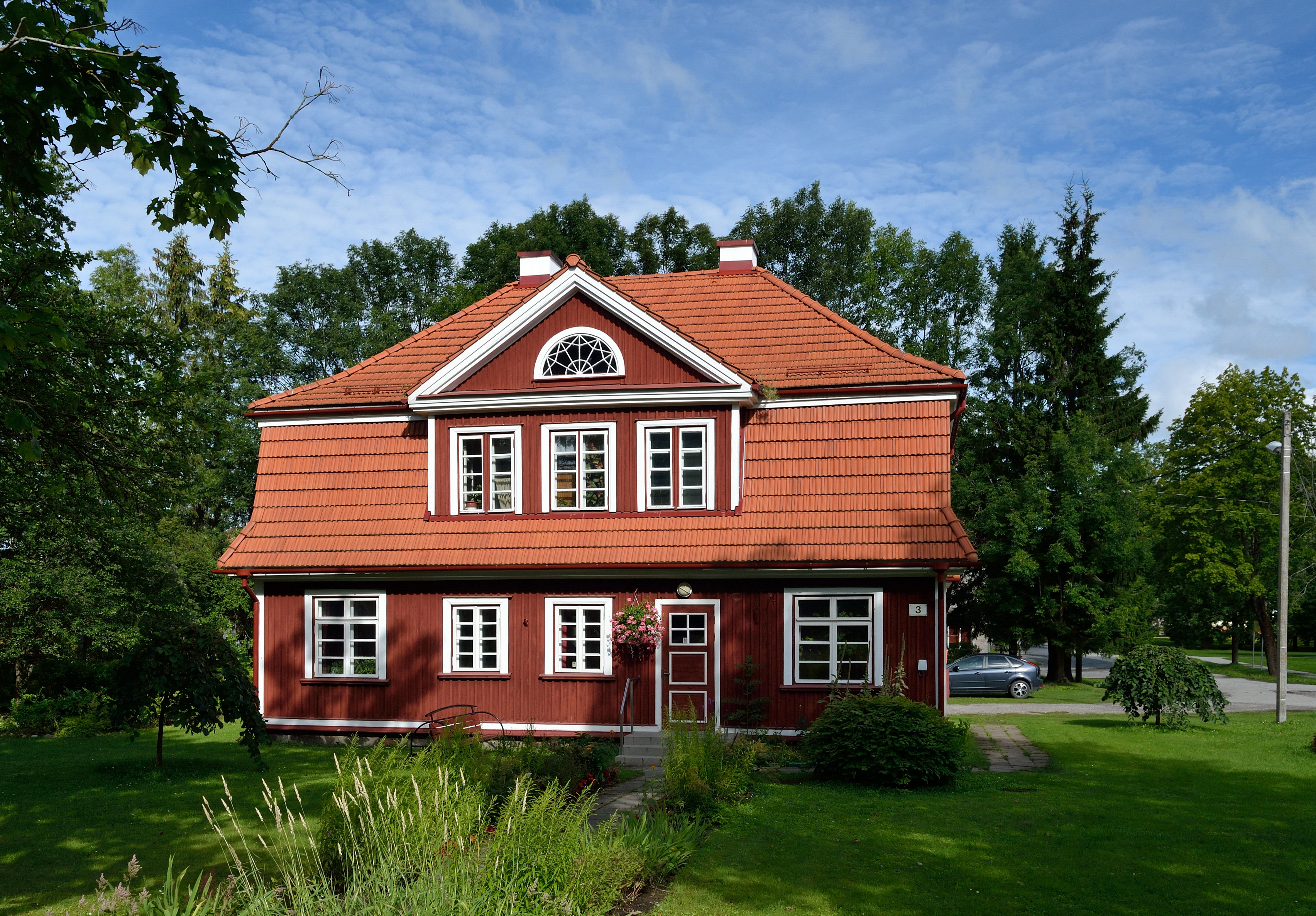
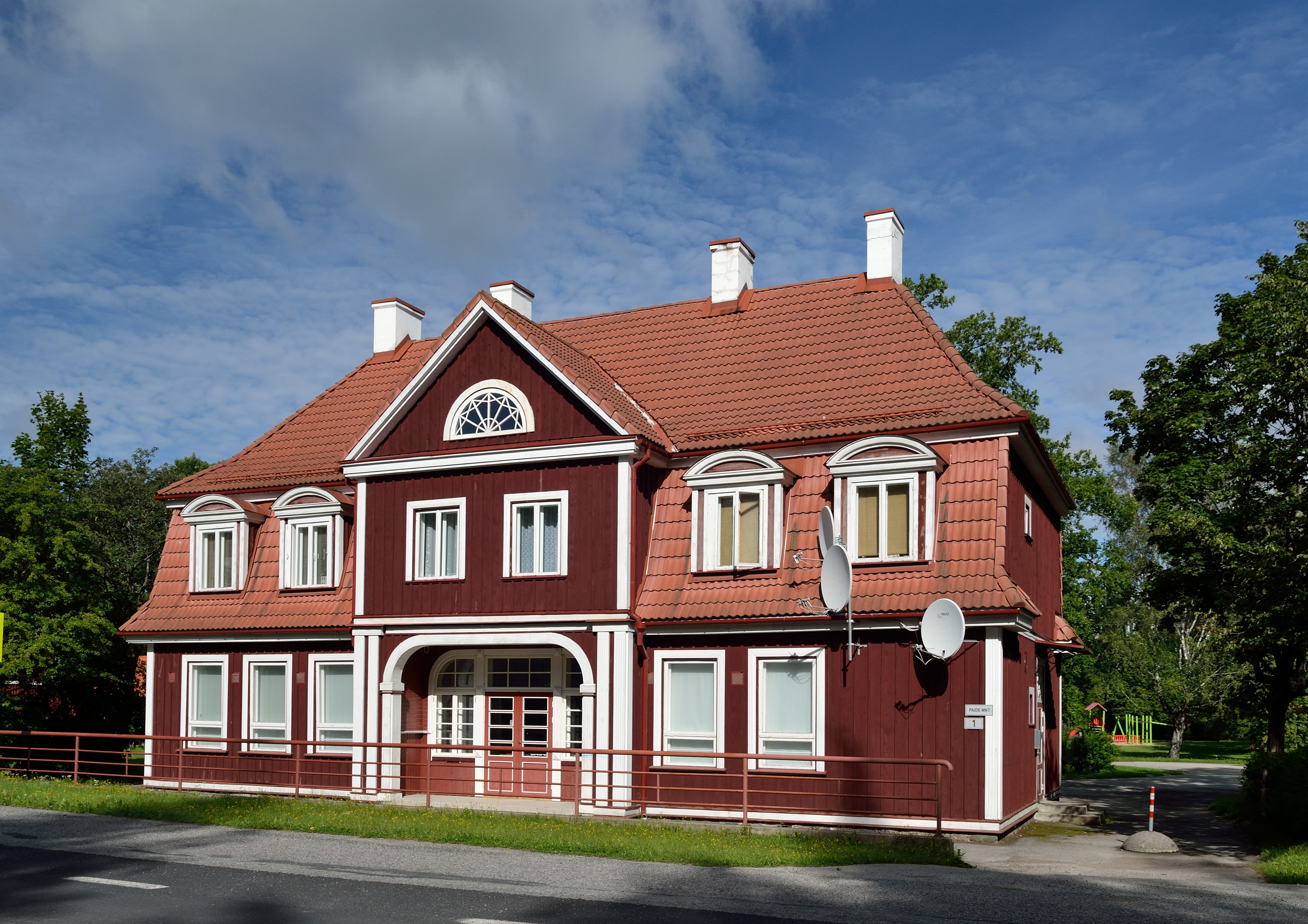
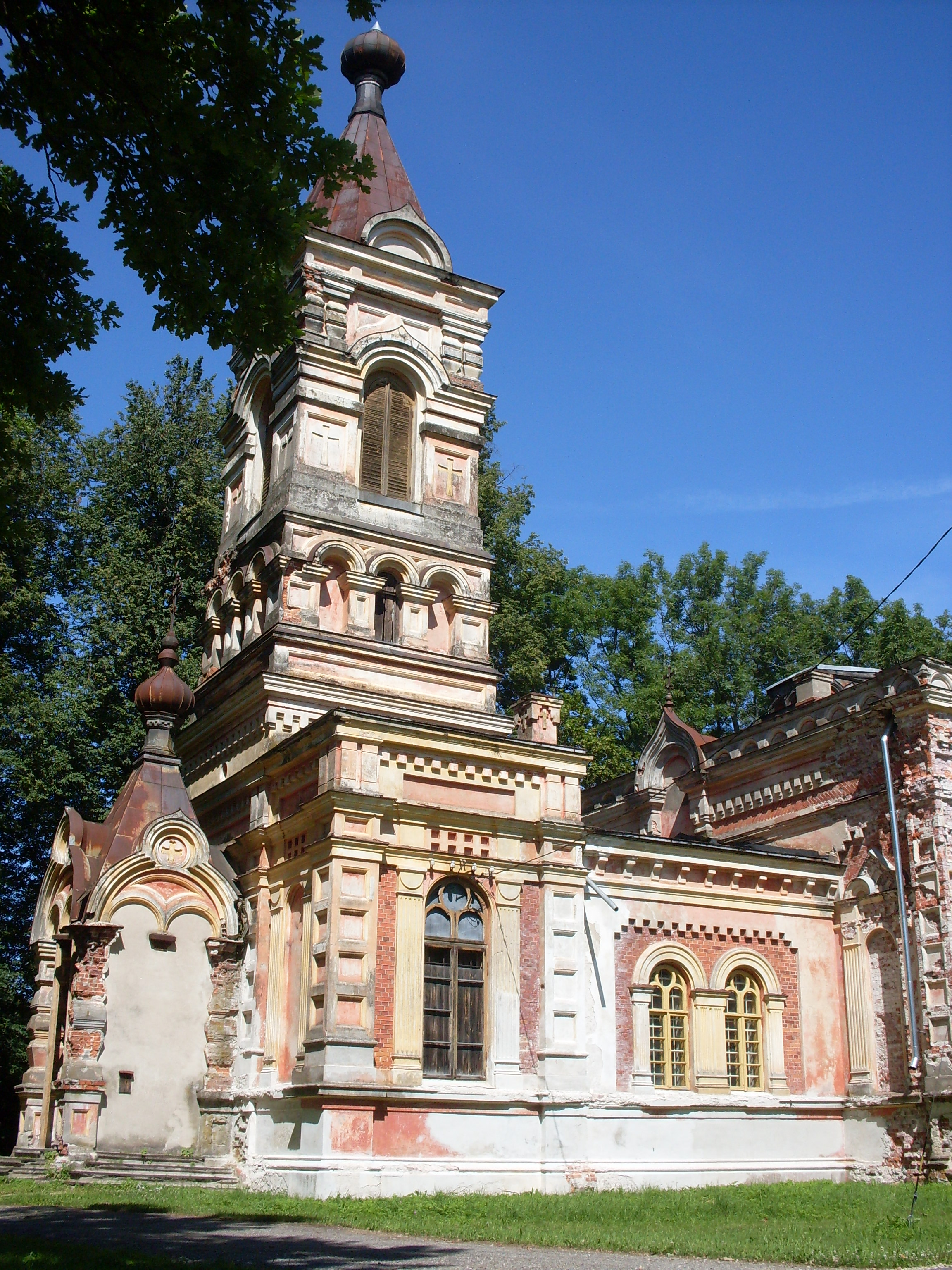